# Ay-sur-Moselle
Ay-sur-Moselle – miejscowość i gmina we Francji, w regionie Grand Est, w departamencie Mozela.
Według danych na rok 1990 gminę zamieszkiwały 1344 osoby, a gęstość zaludnienia wynosiła 287 osób/km² (wśród 2335 gmin Lotaryngii Ay-sur-Moselle plasuje się na 296. miejscu pod względem liczby ludności, natomiast pod względem powierzchni na miejscu 1039.).